# 南洋 (品牌)

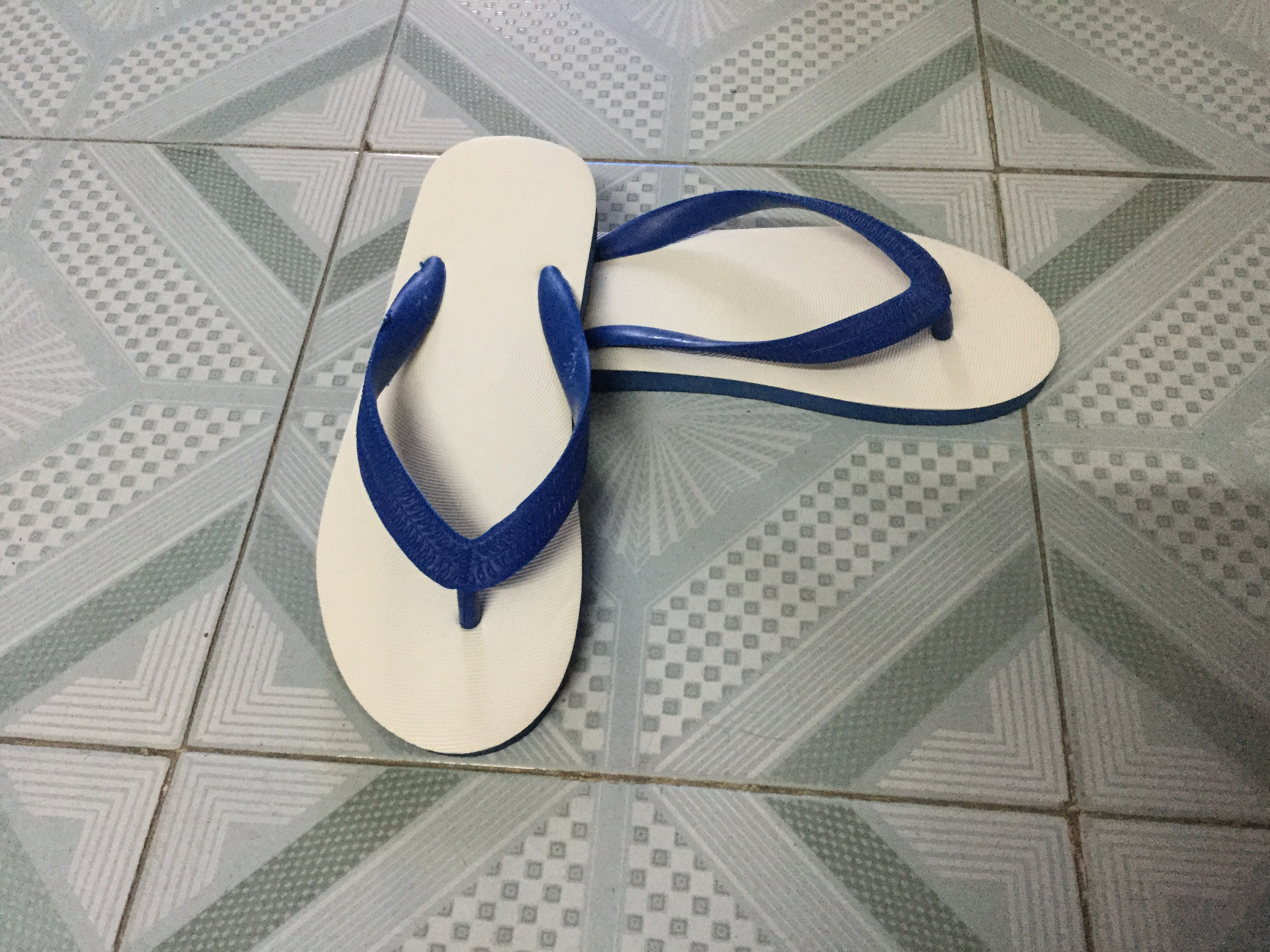
蓝色经典款的星象人字拖

南洋是泰国的帆布鞋和拖鞋品牌，1948年由福建籍泰国华人苏廷芳在曼谷成立。后生产橡胶鞋和学生鞋，其中的主要产品是1956年问世的星象（ช้างดาว）人字拖，60年来共售出了上亿双。
由于南洋的标志是一颗橙色六角星中一头大象，又称“象标”、“星象”或“南洋大象”。